# مرزنگو
مرزنگو'
، روستایی بزرگ و تاریخی از توابع بخش دابودشت شهرستان آمل در استان مازندران ایران می‌باشد.
این روستا از سالیان بسیار دور (بیش از 1500 سال پیش) پذیرای علویانی که از دست بنی عباس فراری بودند، بود. مردم مرزنگو از دیرباز تا کنون خون گرم و مهمان نواز بوده و همواره در این مسیر در کمک به افراد و مهاجرین پیش قدم بودند به نحوی که بسیاری از خاندان ها در آن سکونت داشته و حتی میربزرگ در مرزنگو متولد شد. از این رو بواسطه قیام مردم این روستا با رهبری میربزرگ حکومتی دینی بر پایه اعتقادات شیعه اثنی عشری در سال ۷۶۰ هجری قمری (۱۳۵۹ میلادی) در سرتاسر طبرستان شکل گرفت و تا ۲۲۰ سال پس از آن با الحاق کامل طبرستان به حکومت مرکزی ایران در دوران شاه عباس صفوی (که او نیز از طرف مادرش منسوب به این روستاست) ادامه داشت.

## جمعیت
این روستا براساس سرشماری مرکز آمار ایران در سال ۱۳۸۵، جمعیت آن ۱۶۰۰ نفر (۴۳۷خانوار) بوده‌است.